# 阿达尔贝特亲王号大巡洋舰
阿达尔贝特亲王号是德意志帝国海军于二十世纪初建造的两艘阿达尔贝特亲王级大巡洋舰的首舰，以前普鲁士海军总司令暨普鲁士亲王阿达尔贝特命名。其唯一的姊妹舰为腓特烈·卡尔号。舰只于1900年4月在基尔的帝国船厂开始架设龙骨、1901年6月下水。但由于帝国船厂的建造任务过多，它直至1904年1月才竣工。舰只的主舰炮由四门210毫米40倍径组成，较仅搭载有两门类似主炮的前级海因里希亲王号有了显著改进。其最高速度为20节。
入役后，阿达尔贝特亲王号即被用作炮术教练船，这是其职业生涯的大部分时间内所担任的角色。在20世纪初，它曾跟随活动舰队（后更名为公海舰队）训练，并多次出访外国。当第一次世界大战于1914年8月爆发后，舰只被派往波罗的海的侦察部队，负责保卫德国海岸免受俄国的攻击。它参加了一系列针对俄罗斯帝国海军的行动，其中包括炮击利鲍港口以支援德国陆军。它于1915年7月被一艘英国潜艇的鱼雷击中，但仍可自行返回港口并进行维修。同年10月23日，它第二次被鱼雷击中；鱼雷引爆了其弹药舱并摧毁了舰只。阿达尔贝特亲王号迅速沉没，共造成672名船员罹难，仅3人获救。这是一战期间德国在波罗的海所发生的最严重海军灾难。

## 设计

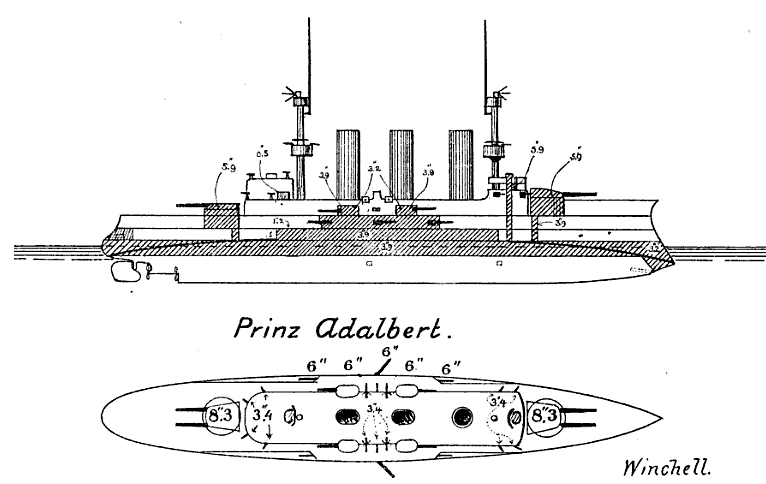
阿达尔贝特亲王级舰只线条画；阴影区域表示受装甲保护的部分

阿达尔贝特亲王号的全长为126.5（415英尺0英寸），有19.6（64英尺4英寸）的舷宽和7.43（24英尺5英寸）的前吃水。其设计排水量为9,087公噸（8,943長噸），满载排水量则可达9,875公噸（9,719長噸）。舰只推进系统由三套立式三胀蒸汽机组成，通过十四台杜尔锅炉提供动力。推进系统的额定功率为16,200匹指示馬力（12,100千瓦特），最高速度为20.4節（37.8每小時）。依靠最多1,630公噸（1,600長噸）的贮煤量，舰只能够以12節（22每小時）的速度续航5,080海里（9,410）。其标准船员编制为35名军官和551名水兵。
阿达尔贝特亲王号配备有四门安装在两座双联装炮塔上的210毫米40倍径速射炮，分设于中央舰艛的两端。这比仅搭载有两门类似主舰炮的前级海因里希亲王号有了显著改进。舰只的副炮则由十门150毫米40倍径速射炮、十二门88毫米35倍径速射炮和四具450（17.7英寸）水下鱼雷发射管所组成，其中后者分别布设在舰艏、舰艉和两边舷侧，并提供11枚鱼雷。舰只还受到厚度为100（3.9英寸）的水线装甲带的保护，该装甲带由克虏伯渗碳钢，并有一个40至80（1.6至3.1英寸）厚的装甲甲板。其主炮炮塔的表面厚度则为150（5.9英寸）。

## 服役历史
阿达尔贝特亲王号是作为新增编入舰队的第二艘大巡洋舰而以字母“B”为代号进行订购，并于1900年4月在基尔的帝国船厂开始架设龙骨，建造编号为27。它于1901年6月22日下水，继而展开舾装工作。在下水仪式上，德皇威廉二世携其妻子奥古斯塔·维多莉亚皇后、胞弟海因里希亲王以及儿子阿达尔贝特王子共同出席。舰只的命名则由海因里希亲王的妻子伊莲妮公主主持，然后发表演说。舾装工作进展缓慢，这在很大程度上是受累于帝国船厂正同时建造过多的舰船，但这项工程最终于1904年1月12日完成，建造成本共计1637.1万黄金马克。在首任舰长、海军上校赫尔曼·雅各布森的率领下，阿达尔贝特亲王号在竣工当日便加入德意志帝国海军以进行海上试航；它将作为一艘炮术教练船服役。海上试航于5月30日结束，之后舰只开始展开炮术训练。
9月，阿达尔贝特亲王号随活动舰队余部参加了年度秋季演习。在1905年初，德国海军组建了一支特殊的训练部队，其中包括有预备役舰船、像阿达尔贝特亲王号这样的教练船以及一个鱼雷艇区舰队；而阿达尔贝特亲王号则从1905年至1907年担任该部队的旗舰，悬挂海军少将胡戈·蔡业的旗帜。1905年7月，德皇威廉二世的皇家游艇霍亨索伦号在阿达尔贝特亲王号和小巡洋舰柏林号的陪同下，前往瑞典拜访国王奧斯卡二世。接下来的一个月，阿达尔贝特亲王号又与小巡洋舰温蒂妮号和宁芙号组队，在斯维内明德附近进行训练演习；这次演练的目的是为了测试舰只在受到鱼雷艇发动夜间袭击时的对抗能力。海军少将路德维希·施罗德作为海军舰炮审查处主管，在阿达尔贝特亲王号舰上观察了是次演练。威廉二世也在演习结束时登上阿达尔贝特亲王号，当时它正拖曳着一艘填满木栓的老旧鱼雷艇，而小巡洋舰和鱼雷艇则以实弹向它开火。舰只并未参加1905年的年度秋季演习，但在9月13日演习结束时加入了海上阅兵。1906年2月，供应船狐狸号被指派为阿达尔贝特亲王号的附属舰。从6月17日至28日，舰只临时担任波罗的海海军基地司令海因里希亲王的旗舰。在此期间，它曾前往挪威参加哈康七世国王的加冕庆典。
1907年和1909年，阿达尔贝特亲王号重新参加了秋季演习。在后一次演习期间，舰只被编入预备役支队，再次受此时已升任海军中将的蔡业指挥。在海军少将约翰内斯·默滕的率领下，舰只成为第三侦察集群的旗舰。1910年3月和1911年3月，阿达尔贝特亲王号在北海北部进行射击试验，并到访了法罗群岛的托尔斯港和韦斯特曼纳。那年的7月和8月，它还访问了挪威的奥勒松。9月，随着舰只在基尔锚区接受威廉二世和奥匈帝国皇储弗朗茨·斐迪南进行的大规模海上阅兵后，阿达尔贝特亲王号的首个役期结束。它于29日在基尔退役，并由大巡洋舰布吕歇尔号接任舰队的炮术教练船角色。经过漫长的检修后，阿达尔贝特亲王号于1912年11月1日重返炮兵学校服役。它驻扎在松德堡，并在那里取代了大巡洋舰海因里希亲王号。

### 第一次世界大战

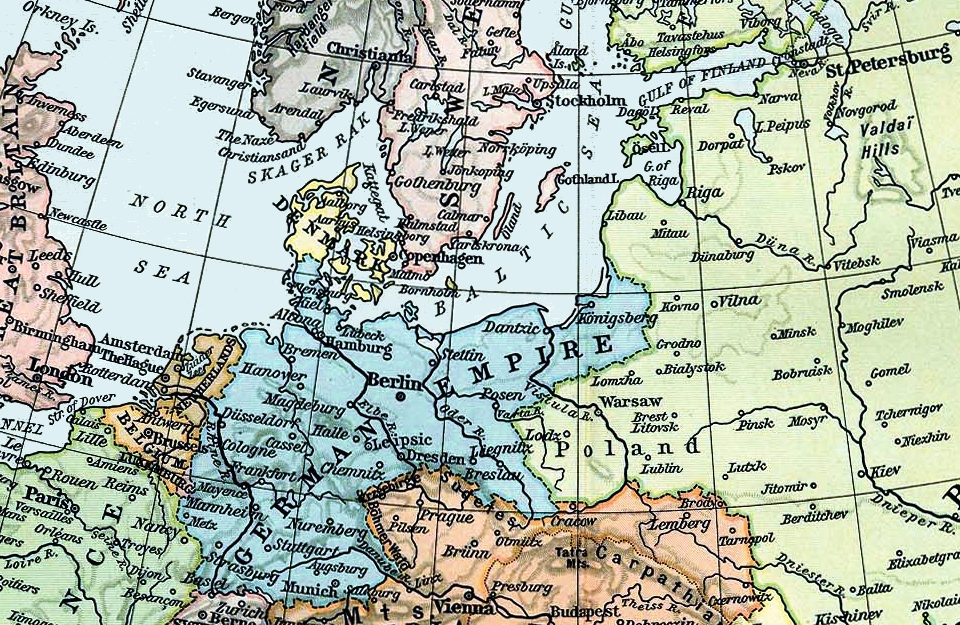
1911年的北海及波罗的海时局图

当第一次世界大战于1914年7月爆发后，阿达尔贝特亲王号被动员至前线服役，并由海军上校安德烈亚斯·米歇尔森接任舰长。它被分配至第四侦察集群，受海军少将胡贝特·冯·雷布埃尔-帕施维茨指挥。8月26日，阿达尔贝特亲王号受命前往营救当天早些时候搁浅的小巡洋舰马格德堡号，但当德国人得知马格德堡号舰上的船员被迫凿沉舰只后，它又被召回。阿达尔贝特亲王号于9月7日被转移至北海，并在两天后负责掩护布雷巡洋舰鹦鹉螺号、信天翁号和辅助布雷舰皇帝号布设雷区，以加强威廉皇帝运河南入口的防御。而在德国人收到英国军舰将试图渗透入波罗的海的虚假情报后，该舰又被临时分遣出去保卫大带海峡。随后，它加入公海舰队，以参加11月2－4日进入北海的出击。
随着姊妹舰腓特烈·卡尔号于1914年11月沉没，阿达尔贝特亲王号于11月29日脱离第四侦察集群，以接替姊妹舰原本在波罗的海岸防支队的位置。它于12月7日成为波罗的海巡洋支舰队司令、海军少将埃勒·贝林的旗舰。15日，阿达尔贝特亲王号与小巡洋舰奥格斯堡号、吕贝克号、阿玛宗号、忒提斯号以及几艘鱼雷艇共同出击，前往奥兰群岛进行侦察和扫荡；这些舰只于12月18日返回港口，期间并未与俄国部队交战。另一次扫荡随后于12月27－29日进行，这是为了对向哥特兰岛出击的第四战列分舰队的德皇腓特烈三世级战列舰提供掩护。1915年1月6日，阿达尔贝特亲王号再连同忒提斯号、奥格斯堡号、吕贝克号以及几艘鱼雷艇和U艇前往乌特岛巡逻，并在那里发现了一座俄国潜艇基地。德国人本计划利用鱼雷艇和忒提斯号攻击基地——因为它们吃水最浅，但由于传达错误，攻击没有发生。
1915年1月22日，阿达尔贝特亲王号与奥格斯堡号和几艘鱼雷艇一起，对奥兰群岛进行另一次侦察扫荡。在返航途中，它还炮击了设于利鲍的俄国阵地。在这次行动中，阿达尔贝特亲王号不慎于格列兹诺沃附近搁浅，而奥格斯堡号则在博恩霍尔姆岛对开海域触雷。从搁浅中解脱后，舰只得到了修理；当它准备重返服役时，舰长米歇尔森得以临时取代贝林担任支舰队指挥官，时间从2月13日至3月9日。贝林于3月20日重新入驻阿达尔贝特亲王号。与此同时，俄国人短暂占领了梅梅尔。为此，德国海军参谋本部从公海舰队抽调了第二战列分舰队、第二侦察集群和两支鱼雷艇区舰队，以增强部署在波罗的海的兵力。这些舰只随即开始进行牵制性攻击，目的是掩护德国陆军重夺梅梅尔的战斗；阿达尔贝特亲王号参与了其中一项类似行动，即3月23日随第二侦察集群进入博滕海袭击俄国的商船航运。翌日，公海舰队的舰只被召回北海，贝林的巡洋舰再次被单独留在那里。
贝林于4月13日至4月17日指挥了最后一次行动，由阿达尔贝特亲王号、忒提斯号和吕贝克号掩护布雷舰德国号在达戈岛附近布设雷区。20日，海军参谋本部对波罗的海部队进行重组，贝林被海军少将阿尔贝特·霍普曼取代。与此同时，米歇尔森获晋升为霍普曼的参谋长，而阿达尔贝特亲王号舰长一职则由海军上校威廉·布内曼接任。该舰仍然是部队的旗舰，霍普曼于4月27日首度登舰从基尔巡游至但泽。此时，德军东方战线总司令、陆军元帅保罗·冯·兴登堡下令对利鲍发动大规模进攻。霍普曼命其部队支援德国陆军占领这座城市。第四战列分舰队的前无畏舰和第四侦察集群也受霍普曼支配，以便为行动提供额外的支持。攻击发生于5月7日，主力由大巡洋舰阿达尔贝特亲王号、罗恩号和海因里希亲王号，老旧的岸防舰贝奥武夫号，以及小巡洋舰奥格斯堡号、忒提斯号和吕贝克号组成。它们得到了一些驱逐舰、鱼雷艇和扫雷舰的护航。炮击按计划进行，仅驱逐舰V107号在利鲍港湾不慎触雷，炸断了舰艏并摧毁了该舰。德国地面部队的推进则极为顺利，它们成功占领了利鲍。
同年7月1日，由巡洋舰罗恩号、奥格斯堡号、吕贝克号和七艘驱逐舰组成的区舰队，掩护布雷巡洋舰信天翁号在博斯凯尔北部完成了布设雷区的任务。返航途中，区舰队分成了两个部分：奥格斯堡号、信天翁号和三艘驱逐舰去往利克斯赫夫特，其余舰只则驶向利鲍。前者遭到了一支强大的俄国分舰队拦截，它由三艘装甲巡洋舰和两艘轻巡洋舰组成，受海军少将米哈伊尔·巴希列夫指挥。德国区舰队指挥官、海军准将约翰内斯·冯·卡普夫遂命令航速较慢的信天翁号驶往中立的瑞典海域，并召回罗恩号和吕贝克号，奥兰群岛海战就此展开。海战期间，信天翁号于哥特兰岛附近搁浅，奥格斯堡号逃脱，罗恩号则在双方脱离接触前曾与俄国分舰队短暂交火。得知情况后，霍普曼亲率阿达尔贝特亲王号和海因里希亲王号出击前往支援卡普夫。在途中，它们遭遇到英国潜艇E9号，后者发射的鱼雷更是命中了阿达尔贝特亲王号。鱼雷击在司令塔下方爆炸，造成了严重破坏，并有10人阵亡。霍普曼于是中断了行动，并转移至V99号鱼雷艇，而米歇尔森则仍然留在阿达尔贝特亲王号以监督它返回港口。该舰涌入了大约2,000公噸（2,000長噸）海水；它的吃水大幅增加，使其无法进入但泽。为此，它不得不返回基尔进行维修，并于7月4日抵达。
维修最终于1915年9月完成。9月21日，阿达尔贝特亲王号加入了前往芬兰湾的出击行动，参与舰只包括有战列舰不伦瑞克号、阿尔萨斯号、梅克伦堡号、施瓦本号、策林根号和小巡洋舰不来梅号。它们没有遇到俄国部队并于23日返回港口。另一项行动随后于10月5日展开；这是由阿达尔贝特亲王号与不来梅号一起，掩护一艘布雷艇在厄斯特加恩西北部布设雷区。第二天，这些舰只完成了任务，平安无事的返回港口。10月19日，霍普曼将他的旗帜转移至罗恩号，并命令阿达尔贝特亲王号在法罗岛和达格奥特之间巡逻。10月23日，该舰与两艘驱逐舰同行，根据巡逻线驶至利鲍以西约20英里（17海里）的海域时，遭到了英国潜艇E8号的拦截。E8号在相隔约1,200（1,300碼）的范围内发射了一枚鱼雷，击中并引爆了阿达尔贝特亲王号的弹药舱。巨大的爆炸摧毁了该舰，它立即沉没，共造成672名船员罹难，仅3人获救。这次沉没也成为一战期间德国海军在波罗的海遭受的最大一次人员伤亡事件。